# Dennis Nilsson
Dennis Nilsson född 19 november 1968 i är en svensk före detta fotbollsspelare som under åren 1986–2004 spelade för Kalmar FF, med undantag för två säsonger i Östers IF 1993–1994.

## Karriär
Dennis Nilsson fick tidigt i sin karriär, år 1987, vara med och vinna Svenska cupen med Kalmar FF. Under tiden i Östers IF fick han även prova på spel i Uefacupen.
Mot slutet av karriären fick Nilsson ta över kaptensbindeln i Kalmar FF.  Han jämna och höga nivå bidrog starkt till att klubben avancerade till Allsvenskan åren 1998, 2001 och 2003. 
1998 var Nilssons målmässigt starkaste säsong då han gjorde 6 mål på 25 matcher i Div 1 Södra.

## Meriter

### I klubblag
Kalmar FF
- Svenska cupen 1987

### I landslag
Sverige
- U17-landskamper/mål: 17/0[4]
- U19-landskamper/mål: 6/0[4]

### Individuellt
"Utmärkelse"

2002 Vänsterback i "Drömelva genom tiderna i Kalmar FF" (Boken om Kalmar FF)

### Webbkällor
- Nilsson på svenskfotboll.se
- Nilsson på elitefootball.com